# Genepil
Genepil (lingua mongola: Женепил Хатан; Mongolia Esterna, 1905 – Repubblica Popolare Mongola, 1938) è stata una regina mongola.
Fu l'ultima regina consorte della Mongolia, sposa di Bogd Khan. Ricoprì tale carica per solo un anno nel 1924. Fu giustiziata nel maggio 1938 con l'accusa di alto tradimento e cospirazione contro il governo della Repubblica Popolare Mongola, durante la campagna di repressione condotta dall'esercito sovietico contro la società e la cultura mongola.

## Regina consorte
Genepil nacque Tseyenpil nel 1905 in una famiglia della Mongolia Esterna, nei pressi del monastero di Baldan Bereeven.
Alla morte di Dondogdulam Khatun nel 1923, Genepil fu scelta come nuova moglie del Khan tra un gruppo di ragazze dai 18 ai 20 anni d'età selezionate dai consiglieri del re. Genepil era già sposata a un uomo di nome Luvsandamba quando venne prescelta.
Visse accanto a Bogd Khan fino alla morte di lui il 20 maggio 1924, quando la monarchia venne abolita. Genepil tornò nella sua famiglia dopo avere abbandonato la corte.
Nel 1937 il governo della Repubblica Popolare Mongola accusò Genepil di raccogliere armi e forze per organizzare una rivolta con l'aiuto del Giappone. Venne quindi successivamente arrestata e giustiziata nel 1938. All'epoca della sua esecuzione era incinta.

## Riferimenti nella cultura popolare
Il design del costume di scena per il personaggio di Star Wars Padmé Amidala prese ispirazione da una fotografia del 1921 di una ragazza mongola comunemente, sebbene senza conferme ufficiali, identificata come Genepil.